# Britische Krim-Medaille

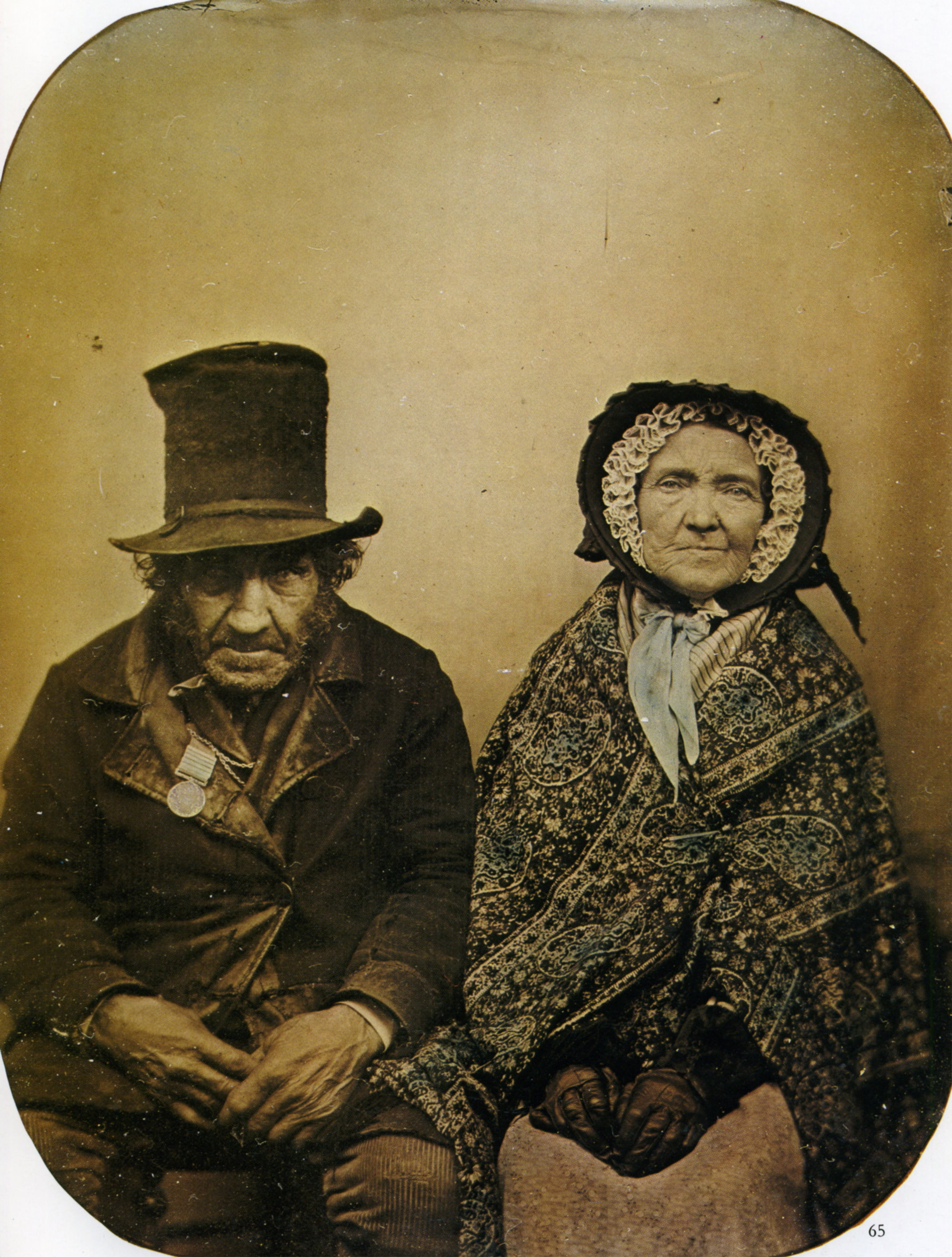
Porträt eines britischen Kriegsveteranen mit seiner Frau; der Veteran trägt die Crimean Medal; anonyme Fotografie, 1860er Jahre

Die Crimea Medal, auch Crimea War Medal ist eine 1854 gestiftete britische militärische Auszeichnung. Sie wurde an britische Soldaten verliehen, die am Krimkrieg 1854–1856 teilnahmen.

## Aussehen und Material
Die Medaille hat einen Durchmesser von 36 mm und besteht aus Silber. Die Vorderseite zeigt den mit einem Diadem bekrönten Kopf von Königin Victoria und die Inschrift ‘VICTORIA REGINA’. Unterhalb des Kopfes steht das Stiftungsjahr 1854. Die Rückseite zeigt einen römischen Krieger mit einem Rundschild in der linken und einem Kurzschwert in der rechten Hand, der von einer fliegenden Victoria mit einem Lorbeerkranz gekrönt wird. Rechts neben dem Krieger ist senkrecht die Inschrift ‘Crimea’ angebracht.
Die Medaille wurde von einer in Form eines Eichenblattes gestalteten Spange getragen, die ebenfalls aus Silber bestand. An beiden Seiten des Blattes befinden sich Eicheln. Die Ausführung der Spange ist für britische Auszeichnungen einzigartig. Auf der Spange ist der Name der Schlacht angebracht, für die die Auszeichnung verliehen wurde. Insgesamt existieren fünf Ausführungen:
- Alma
- Inkerman
- Azoff
- Balaklava
- Sebastopol

Die Medaille wurde an französische Soldaten oft mit den Aufschriften Traktir, Tchernaia, Mer d'Azoff, und Malakof auf der Spange ausgegeben, dabei handelt es sich jedoch nicht um offiziell autorisierte Ausführungen.
Die Medaille selbst ist an der Spange an einer schwenkbaren, floral gestalteten Aufhängung angebracht. Auch diese Ausführung ist einzigartig für britische Auszeichnungen. 
Das Band ist 28 mm breit. Es ist hellblau mit 3 mm breiten gelben Kanten an jeder Seite.

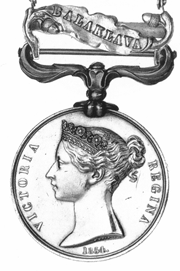
Crimea Medal, Vorderseite, Ausführung Balaklava
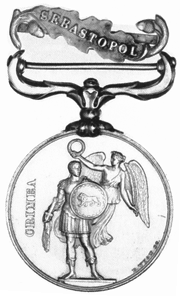
Crimea Medal, Revers, Ausführung Sebastopol
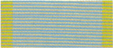
Crimea War Medal, Band

## Träger
Die Medaille wurde an britische Soldaten und Angehörige der Royal Navy ausgegeben, die an den entsprechenden Schlachten und Feldzügen teilgenommen hatten. Für Soldaten, die am Krimkrieg teilnahmen, jedoch nicht an einer der durch die Ausführungen bezeichneten Schlachten, erhielten die Medaille ohne Aufschrift auf der Spange. Obwohl insgesamt fünf Ausführungen existierten, konnte einem einzelnen Soldaten die Medaille nur insgesamt viermal verliehen werden. Eine Medaille mit fünf Spangen, die jedoch nicht verliehen wurde, befindet sich in der Royal Collection. Die Medaille wurde für gewöhnlich zusammen mit der türkischen Krim-Medaille verliehen. Da das Schiff mit den für britische Soldaten bestimmten türkischen Medaillen jedoch Schiffbruch erlitt, erhielten diese vielfach die türkische Medaille in der sardischen Ausführung.